# Adelaida Bolska
Adelaida Iuliànovna Bolska, rus: Аделаида Юлиановна Больска polonès: Adelajda Bolska, de soltera Skompskaia, rus: Скомпская, polonès: Skąpska, per raó de matrimoni Diengueim-Sxavínskaia-Brokhótskaia, rus: Диенгейм-Щавиньская-Брохоцкая, polonès: Dienheim-Szczawińska-Brochocka (16 de novembre de 1863, gubèrnia de Podòlia — 29 de setembre de 1930, Tallinn) fou una cantant d'òpera russa (soprano lírica) i professora de cant.

## Biografia
Va començar a estudiar música a la Königliche Musikschule de Múnic. Inicialment va estudiar piano i després cant. En 1883-1888 va estudiar al Conservatori de Moscou, amb Giacomo Galvani i Fiódor Kommissarjevski.Durant els seus estudis, va actuar en concerts de la Societat Musical Russa, sota la batuta de Piotr Ilitx Txaikovski. Després de graduar-se del conservatori, va continuar els seus estudis a Itàlia. Va actuar al Teatro Dal Verme de Milà i a Lodi, i va participar en concerts sota la batuta de Charles Lamoureux i Édouard Colonne.
En tornar a Rússia, gràcies a la recomanació de Txaikovski, va ser acceptada al Teatre Bolxoi;i va cantar amb el nom d'Adelaida Skąpska. En 1889 va fer el seu debut a l'escenari en el paper de Pamina (La flauta màgica), Gorislava (Ruslan i Liudmila) i Tatiana (Eugeni Oneguin). Va actuar al Teatre Bolxoi fins al 1892; El 17 d'abril de 1892 va interpretar el paper de Leonora en l'estrena de Roll d'Antoine Simon. Fou Txaikovski qui va voler donar a Skompskaia el paper protagonista a la nova òpera Iolanta, que s'havia de representar a Sant PetersburgNo obstant això, es va veure obligada a renunciar, a causa d'una malaltia, abans de l'expiració del contracte, i va haver d'anar a França per rebre tractament.
El 1893 es va casar amb el comte Aleksandr Dienheim-Szczawiński-Brochocki, i el 1894 va donar a llum a una filla, Wanda.A París, va millorar les seves habilitats amb Caroline Miolan-Carvalho.Jules Massenet li va aconsellar que adoptés un nom artístic. Va triar el pseudònim d'Adelaida Bolska, en referència a la novel·la de Victor Cherbuliez L'aventure de Ladislas Bolski (1869).
El 1896, per insistència d'amics seus, va tornar als escenaris, i la temporada 1896-1897 va actuar amb molt d'èxit al Gran Teatre del Liceu de Barcelona, on va interpretar el personatge d'Ofèlia a l'òpera Hamlet d'Ambroise Thomas. De les moltes ofertes que li van arribar després d'això, va preferir la invitació del Director dels Teatres Imperials, Ivan Vsévolojski, al Teatre Mariïnski de Sant Petersburg, on va actuar en els anys 1898-1918. Les autoritats tsaristes van concedir permís per ingressar a Rússia al seu cònjuge, el comte Dienheim-Szczawiński-Brochocki, que s'havia quedat a l'estranger després de l'aixecament de novembre.
Va debutar a Sant Petersburg en el paper de Tatiana (Eugeni Oneguin de Txaikovski) el 22 de setembre de 1897 i va actuar a l'escenari del Teatre Mariïnski en papers principals fins al 1918. Entre les estrenes de Bolskaia es troben Vólkhova a Sadkó (26 de gener de 1901) i Marta a La núvia del tsar (30 d'octubre de 1901) de Nikolai Rimski-Kórsakov, Damaianti a Nal i Damaianti d'Anton Arenski (9 de setembre de 1908).
Per primera vegada, va interpretar en rus el partit de Ziglinda a Die Walküre (24 de novembre de 1900) i el personatge d'Eva a Die Meistersinger von Nürnberg (20 de març de 1914) de Richard Wagner. Durant les vacances d'estiu va fer gires per ciutats de províncies russes: Tiflis (companyia de P. Zurabov i M. Valentinov), Khàrkiv, Kíev i Odessa (companyia de M. Valentinov), Taganrog, Iekaterinoslav, Chișinău, Kislovodsk, Vílnius i Riga. També va actuar a París i Londres (Covent Garden). El 1918, va acceptar la ciutadania italiana. El 1925 va tornar a Varsòvia de manera permanent, i va començar a ensenyar al Conservatori.Va morir a Tallinn; descansa al Cementiri Powązki de Varsòvia.
El 1901, quan el tsar Nicolau II desitjava recompensar-la per actuar a Rússia, Adelaida Bolska li va demanar permís per erigir un monument de Chopin a Varsòvia. Juntament amb el seu marit, va crear un comitè per a la construcció d'un monument i va assignar els ingressos del concert per a aquest propòsit.

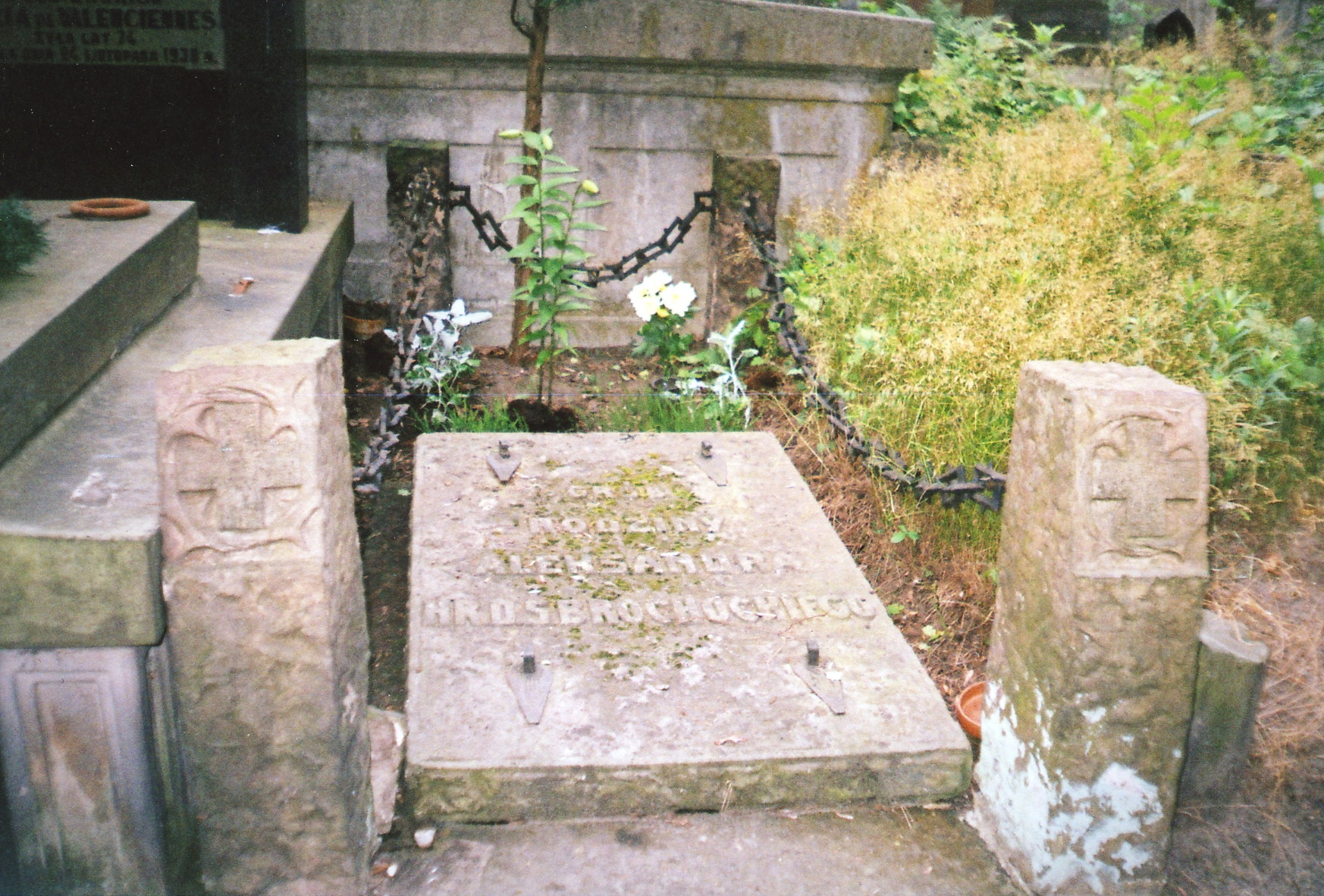
Varsòvia. Powązki. Tomba d'Adela Bolska

## Creativitat
Bolskaia també era cantant de cambra. Segons la crítica musical moderna,

El fet que Adelaida Bolskaia, "solista de Sa Majestat", la veu de la qual a l'òpera era "una cascada d'aerosols de perles", fos la millor intèrpret dels romanços de Txaikovski i Rakhmàninov, dona una idea del lloc exacte d'aquesta cantant en l'etapa russa a finals del segle passat i principi d'aquest

El repertori de cambra de Bolskaia també incloïa obres de Mikhaïl Glinka, Anton Rubinstein, César Cui, Serguei Tanéiev, Aleksandr Gretxanínov, Aleksandr Glazunov, Reinhold Glière i altres.
Es conserven enregistrament d'Adelaida Bolskaia a la firma "RAOG": dos duos amb Andrei Labinski. Algunes de les parelles artístiques de Bolskaia a l'escenari operístic foren artistes tan destacades com Fiódor Xaliapin, Leonid Sóbinov, Fiódor Stravinski, Nikolai Fígner, Lev Sibiriakov, Mattia Battistini, Ivan Ierxov, Félia Litvinne i els germans Jean i Édouard de Reszke.